# Patrick de Laubier
Pour les articles homonymes, voir Laubier.
Patrick de Laubier, né le 13 janvier 1935 à Montigny-lès-Metz et mort le 28 février 2016 à Genève, est un universitaire et sociologue français, devenu prêtre catholique.

## Biographie

### Formation
Patrick de Laubier suit des études à Paris, aux lycées Saint-Louis et Louis-Le-Grand puis à l'université de droit Panthéon-Assas, où il obtient une licence en droit. 
Il entreprend ensuite des études de science politique. Après un service militaire effectué en Algérie de 1958 à 1961, il soutient en 1964 une thèse de doctorat sur La grève générale en 1905, le mythe français et la réalité russe. Le jury est composé de Jean-Jacques Chevallier, Georges Burdeau et Georges Lavau. Il obtient une bourse post-doctorale de recherche en économie à l'université Harvard en 1965-1966.

### Carrière
Il est d'abord fonctionnaire au Bureau international du travail (BIT) à Genève (1967-1968) puis chargé recherche à l'Institut international d'études sociales du BIT (1968-1971). 
Il conduit ensuite une carrière universitaire à l'université de Genève où il est tour à tour chargé de recherche au département de sociologie (1971-1974), professeur assistant (1974-1979), professeur extraordinaire (1979-1981), professeur ordinaire (1981-2000) et directeur (9 années) du département de sociologie.
Il a travaillé sur le syndicalisme et le mouvement ouvrier international et a enseigné la politique sociale comparée, la sociologie politique et la sociologie de la religion.
Il a aussi été professeur invité à l'université de Fribourg (Suisse), à l'université pédagogique de Moscou et à l'université du Latran (Rome).

### Engagements ecclésiaux
Il est membre laïc du Conseil pontifical Justice et Paix à Rome de 1990 à 2000.
En 2001, il obtient une licence en théologie à l'université de Fribourg (Suisse) et il est ordonné prêtre par Jean-Paul II à Rome le 13 mai 2001, puis il est incardiné au sein du diocèse de Rome sous le titre de don Patrick de Laubier. 
Le 10 février 2016, jour du mercredi des Cendres, il est nommé « missionnaire de la Miséricorde » par le pape François. Il se voit ainsi remettre une lettre de délégation, lui permettant de donner le pardon aux péchés ordinairement réservés au Pape, c'est-à-dire notamment les profanations d'hosties, l'avortement ou encore la trahison du secret de confession. Il meurt le 28 février, soit trois semaines plus tard, à l'âge de 81 ans.

## Publications
Ouvrages universitaires
- La Grève générale en 1905, le mythe français et la réalité russe, Paris, Éditions universitaires, 1978 (2e éd. 1989).
- Une alternative sociologique, Aristote-Marx, Fribourg, Édition universitaire de Fribourg, 1978.
- La pensée sociale de l’Église catholique de Léon XIII à nos jours, Fribourg, Éditions universitaires Fribourg, 1980 (3e éd. augmentée 2011).
- Idée sociales, Fribourg, Éditions universitaires de Fribourg, 1982.
- Introduction à la sociologie politique, Paris, Masson, 1983.
- La politique sociale dans les sociétés industrielles 1800 à nos jours, Paris, Economica, 1984.
- Histoire et sociologie du syndicalisme, XIXe-XXe s., Paris, Masson, 1985.
- Sociologie de l’Église catholique, Fribourg, Éditions universitaires Fribourg, 1993.
- L' eschatologie, Paris, PUF, coll. Que sais-je ?, 1998.

Ouvrages de spiritualité
- Pour une civilisation de l'amour, message chrétien, Paris, Fayard, 1990.
- Le Temps de la fin des temps, Paris, F-X de Guibert, 1994.
- Prophétie et jubilé : Un défi pour aujourd'hui, Paris, Téqui, coll. « Aurore », 1998, 156 p. (ISBN 978-2-7403-0581-2)
- Jésus mon frère : essai sur les entretiens spirituels de Gabrielle Bossis, Paris, Beauchesne, 1999.
- Le phénomène religieux, Paris, Téqui, coll. « Aurore », 1999, 144 p. (ISBN 978-2-7403-0685-7)
- L’avenir d’un passé : Rome, Saint-Pétersbourg, Moscou, Paris, Téqui, 2001, 192 p. (ISBN 978-2-7403-0863-9)
- Loi naturelle, le politique et la religion, Paris, Parole et Silence, 2004.
- L'Eglise, Corps du Christ dans l'Histoire, Paris, F-X de Guibert, 2005.
- Phénoménologie de la religion, Paris, Parole et Silence /DDB, 2007.
- Phénoménologie de la religion, Paris, DDB, 2007.
- Quand l'Histoire a un sens. A la lumière de l'Apocalypse, Paris, Salvator, 2009.
- L’Église à l’heure de Caritas in veritate, avec J-P. Audoyer, Paris, Salvator, 2009.
- Les Russes et Rome, Paris, F-X de Guibert, 2010.
- La pensée sociale de l'Église catholique : Une orientation idéale de Léon XIII à Benoît XVI, Paris, Téqui, 2011, 256 p. (ISBN 978-2-7403-1647-4)
- L‘anthropologie chrétienne, Paris, Harmattan, 2012.
- Mendiants de Dieu, Paris, Éditions Parole et Silence, 2013.  (ISBN 978-2-88918-132-2)
- La Civilisation de l'Amour selon Paul VI, Paris, Frédéric Aimard, éditeur, 2013.  (ISBN 979-10-92770-02-5)
- Conditions d'une paix mondiale prophétisée, Paris, Éditions Paroles et Silence, 2014  (ISBN 978-2-94051-521-9)

## Distinctions
- Docteur honoris causa de l'université des sciences humaines de Russie, à Moscou (1998).
- Missionnaire de la Miséricorde (2016)[2].